# Friedrich von Wilmowsky
Hermann Paul Friedrich Freiherr von Wilmowsky (* 26. Juni 1881 in Hannover; † 4. November 1970 in Göttingen) war ein deutscher Generalleutnant und Kavalleriekommandeur sowie Ehrenritter der Johanniterordens und Rittergutsbesitzer.

## Leben
Er entstammte der Adelsfamilie von Wilmowsky und war nach Tilo von Wilmowsky der zweite Sohn des Oberpräsidenten und zeitweiligen Leiters der deutschen Reichskanzlei Kurt von Wilmowsky und dessen Ehefrau Auguste, geborene von Wilke. Im Unterschied zu anderen Familienangehörigen schlug er keine Verwaltungs-, sondern zunächst eine militärische Laufbahn in der Preußischen Armee ein. Wilmowsky nahm am Ersten Weltkrieg teil und wurde mit beiden Klassen des Eisernen Kreuzes sowie dem Ritterkreuz des Königlichen Hausordens von Hohenzollern mit Schwertern ausgezeichnet. Nach Kriegsende wurde er in die Reichswehr übernommen und diente ab 1929 als Kommandeur des 3. (Preußisches) Reiter-Regiments in Rathenow. Auch in der Zeit des Nationalsozialismus versah Wilmowsky weiter seinen Dienst in der Armee, war u. a. in Hannover bei der 3. Kavalleriebrigade und in Potsdam bei der Wehrersatzinspektion eingesetzt, bis er schließlich 1935 zum Generalleutnant avancierte. Das Ende des Zweiten Weltkrieges bedeutete auch das Ende seiner militärischen Laufbahn. Seinen Lebensabend verbrachte er im niedersächsischen Göttingen.
1912 heiratete Wilmowsky in Schwedt/Oder Mary von Poseck (1892–1975), Tochter des späteren Generals der Kavallerie Maximilian von Poseck. Aus dieser Ehe gingen zwei Töchter, Marie-Luise und Liselotte, und der Sohn Hans Jürgen hervor.